# Acontia flavipallida
Acontia flavipallida är en fjärilsart som beskrevs av W. Warren 1913. Acontia flavipallida ingår i släktet Acontia och familjen nattflyn. Inga underarter finns listade i Catalogue of Life.